# Назли Еджевіт
Фатма Назли Еджевіт (4 січня 1900, Стамбул, Османська імперія — 14 серпня 1985, Анкара, Туреччина) — турецька педагогиня і художниця-реалістка. Мати прем'єр-міністра Туреччини Бюлента Еджевіта.

## Молодість
Фатма Назли народилася 4 січня 1900 року в Стамбулі, в столиці тодішньої Османської імперії. Її предки по батьківській лінії були військовими, батько — полковник Емін Саргут, а дід по материнській лінії Кірат Паша — помічник Османського султана.
Після закінчення 1915 року Шапської педагогічної школи для дівчаток (осман. Çapa İnas Dar-ül muallimat) за порадою однієї з перших турецьких художниць Міхрі Мюшфік вирішила займатися живописом.
Протягом 1915—1922 років навчалася в Школі витончених мистецтв для дівчаток Оскільки випускні іспити для Школи образотворчих[прояснити: ком.] мистецтв для дівчаток були скасовані через турецьку війну за незалежність, вона отримала сертифікат викладача.
Назли почала працювати вчителькою малювання в Бешиктаській середній школі для дівчаток. Потім вона поїхала з батьками в Кастамону в Анатолії і призупинила свою кар'єру художниці на 25 років. Спочатку вона викладала в Кастамону, а потім — в Болу та Ізміті.
1924 року Фатма Назли вийшла заміж і переїхала до Анкари. Через рік вона народила сина Бюлента, який згодом став лідером політичної партії, а потім ще чотири рази прем'єр-міністром Туреччини. Вона працювала вчителем малювання в музичній школі вчителів, яка стала попередницею Анкарської державної консерваторії Університету Хаджеттепе. Крім того, вона викладала у вищій школі Стамбула. Її вчительська кар'єра тривала 19 років.

## Творча діяльність
Еджевіт повернулася до живопису 1947 року. Вона ще в студентські роки показувала свої роботи на виставках в Галатасараї і стала виставлятися знову після 1947 року. Вона також проводила приватні виставки.
Її роботи є симбіозом реалістичного й імпресіоністського стилів: Назли зазнала впливу «Союзу витончених мистецтв», а протягом деякого часу також була його головою. Її стиль нагадує стиль турецьких художників 1930-х років. У неї був чудовий художній смак. Після 1947 року вона малювала переважно пейзажі та натюрморти, поєднуючи м'яку і барвисту чутливість імпресіоністського стилю в пейзажних картинах і об'єктивний реалістичний погляд на світ.
Її імпресіонізм заснований на традиціях військових художників Туреччини. Від 1948 до 1975 року Еджевіт майже кожного року виставляла свої роботи на Державній виставці мистецтв і скульптур. Писала вона олією, аквареллю, крейдою та вугіллям. 1975 року, у віці 75 років, вона була відзначена медаллю Дирекції Стамбульського археологічного музею.

### Відомі твори
На аукціоні, який відбувся в Стамбулі у квітні 2000 року, картину Назли Еджевіт «Бебек» продано колекціонеру за 12 мільярдів турецьких лір на гроші того періоду.
2003 року прем'єр-міністр Туреччини того часу Реджеп Тайіп Ердоган, вступивши на посаду прем'єра і оновлюючи інтер'єр, попросив повісити її роботу «Саладжак» в холі резиденції

## Смерть
У червні 1985 року Еджевіт було госпіталізовано в Стамбулі, де вона жила, через проблеми зі здоров'ям. Пізніше її перевели до Анкари, де проживав її син Бюлент Еджевіт. 14 серпня 1985 року вона померла у віці 85 років у лікарні Університету Хаджеттепе. Похована на кладовищі в Джебеджі Асрі